# Bungay
Bungay is een civil parish in het bestuurlijke gebied East Suffolk, in het Engelse graafschap Suffolk. De plaats telt 4895 inwoners.

## Bekende personen

### Geboren
- Andrew Gilding (1970), darter